# Массманн, Ганс Фердинанд
Ганс Фердина́нд Ма́ссманн (нем. Hans Ferdinand Maßmann; 15 августа 1797, Берлин — 3 августа 1874, Мускау, Верхняя Лужица) — немецкий филолог-медиевист, занимавший первую кафедру германистики в Мюнхене. Один из активистов движения гимнастов.

## Биография
Ганс Массманн вырос в семье часовщика в Берлине, здесь же начал изучать теологию и классическую филологию. В то же время он занимался у известного «отца гимнастики» Фридриха Людвига Яна. Подоплёкой движения гимнастов в то время была идея о поднятии физических и духовных сил, направленных на борьбу с наполеоновской Францией.
После службы в армии Массманн был направлен в Йену, где продолжил обучение и активистскую деятельность движения. На Вартбургском студенческом празднике в 1817 году Массманн был замечен в сжигании не немецких книжных изданий и антинациональных документов, за что был приговорён управлением университета к восьмидневному заключению в карцер. В период с 1818 по 1819 занимался продвижением идей движения в Бреслау (Вроцлав), однако из-за так называемых «вроцлавских дебатов» с противниками был вынужден переселиться в Магдебург, где написал свою известную студенческую патриотическую песню «Ich hab mich ergeben».
После долгих лет агитации и активистской деятельности, не имея никакой материальной поддержки, в 1821 году Массманн останавливается в Нюрнберге, где работает учителем. Спустя пять лет переезжает в Мюнхен и работает физкультурником в кадетском корпусе. В 1929 Массманн защитил докторскую диссертацию и был определён на новую кафедру германистики в Мюнхенский университет Людвига-Максимилиана. Вернуться к работе в рамках движения его приглашало прусское министерство, предлагая место в Берлине, но в силу личных причин Массманн не смог продолжить дальнейшую работу.

## Память
Деятельность Массманна как физкультурника и преподавателя германистики описывается неоднозначно. Будучи профессором филологии, Массманн написал множество трудов по истории немецкого языка и немецкой литературе, однако уже его современники отмечали стилистические и исследовательские недостатки его работ.
Генрих Гейне взял Массманна в качестве прототипа для стихотворения «Verkehrte Welt» (в переводе Юрия Тынянова — «Мир навыворот»), где изображал его превосходным гимнастом, однако смысл стихотворения говорит об обратном, так как в нём представлен искажённый мир (Das ist ja die verkehrte Welt, wir gehen auf den Köpfen!).